# Auf Messers Schneide (Raumschiff Enterprise)
Auf Messers Schneide (Originaltitel: The Alternative Factor) ist die nach Ausstrahlungsreihenfolge 27. bzw. nach Produktionsreihenfolge 20. Episode der ersten Staffel der Science-Fiction-Fernsehserie Raumschiff Enterprise. Sie wurde in englischer Sprache erstmals am 23. März 1967 bei NBC ausgestrahlt. In Deutschland war sie zum ersten Mal am 14. Dezember 1987 in einer synchronisierten Fassung bei Sat.1 zu sehen, nachdem das ZDF sie bei der deutschen Erstausstrahlung der Serie in den Jahren 1972 bis 1974 übergangen hatte.

## Handlung
Im Jahr 2267 bei Sternzeit 3087,6 untersucht die Enterprise einen unbekannten Planeten. Unvermittelt setzt die Gravitation des Planeten für einen kurzen Moment aus und die Sensoren entdecken nun eine Lebensform, die zuvor nicht da war. Captain Kirk und sein erster Offizier Spock beamen auf die Oberfläche, um der Sache auf den Grund zu gehen. Dort finden sie ein kleines Raumschiff und einen Mann, der über ihre Ankunft hoch erfreut ist, dabei aber unachtsam wird und von einem Felsen stürzt. Zur Behandlung wird er mit aufs Schiff genommen. Dort erfährt Kirk, dass durch die Gravitationsanomalie die für die Schiffssysteme wichtigen Dilithium-Kristalle fast vollständig entleert wurden. Laut einer Nachricht des Sternenflottenkommandos war die Anomalie nicht nur im Umfeld des Planeten, sondern in der gesamten Galaxie zu spüren.
Kirk und Spock wollen nun von ihrem Gast mehr Informationen erhalten. Er stellt sich als Lazarus vor und erklärt, er würde ein Monster jagen, das seine gesamte Zivilisation ausgelöscht hat. Bei einer Rückkehr auf den Planeten können aber keine Anzeichen einer weiteren Lebensform ausgemacht werden. Plötzlich kommt es zu einer weiteren Anomalie, während der sich Lazarus kurz verändert.
Spock entdeckt kurz darauf eine seltsame Strahlungsquelle, die aus einem Riss im Universum zu kommen scheint. Die Strahlungsquelle kann nur mithilfe der Dilithium-Kristalle geortet werden. Als Lazarus das hört, verlangt er von Kirk einige Kristalle. Als dieser ablehnt, überwältigt Lazarus später Lieutenant Charlene Masters und einen Techniker und entwendet zwei Kristalle. Von Kirk auf der Krankenstation damit konfrontiert, streitet Lazarus den Diebstahl ab und beschuldigt das Monster. Da sich die Kristalle nicht auf seinem Schiff befinden, kann Lazarus die Tat nicht nachgewiesen werden. Der behauptet nun, ein Zeitreisender zu sein und aus der fernen Vergangenheit zu stammen. Spock kommt hingegen zu einem anderen Schluss: Seiner Analyse nach kommt die seltsame Strahlung aus einem anderen Universum. In beiden Universen existiert eine Version von Lazarus und beide tauschen die Plätze, wenn sich eine Gravitationsanomalie ereignet. Sollten sie jemals gleichzeitig in einem Universum existieren, würde alles darin in einer Materie-Antimaterie-Explosion vernichtet werden.
Lazarus verursacht einen Kurzschluss im Maschinenraum und nutzt dies als Ablenkung, um mit den gestohlenen Kristallen auf den Planeten zu beamen. Kirk verfolgt ihn, gerät in die Nähe der in Lazarus‘ Schiff eingebauten Dilithiumkristalle und wird dadurch in das andere Universum versetzt. Dort trifft er auf Anti-Lazarus, der geistig stabiler wirkt als sein Gegenstück. Er erklärt, dass sein Volk einen Weg gefunden hat, die Barriere zwischen beiden Universen zu durchdringen. Lazarus mache das Wissen um ihn, seinen Doppelgänger, verrückt und er sei besessen davon, ihn zu vernichten, gleichgültig, was er damit den beiden Universen antue. Anti-Lazarus sieht nur eine Lösung: Er und Lazarus müssen in den Korridor zwischen den Universen. Dann müssen beide Versionen ihres Raumschiffs zerstört werden. Kirk kehrt nun in sein Universum zurück und stößt Lazarus in einem Kampf in den Korridor. Zurück auf der Enterprise befiehlt er, Lazarus’ Schiff mit den Phasern zu zerstören. Lazarus und Anti-Lazarus sind nun für immer zwischen den beiden Universen in einem ewigen Kampf gefangen.

## Verbindungen zu anderen Star-Trek-Produktionen
Auf Messers Schneide ist die erste Star-Trek-Folge, in der ein direktes Gespräch zwischen der Enterprise und dem Sternenflottenkommando erfolgt. In früheren Folgen wurde nur über zeitverzögerte Funksprüche kommuniziert.

## Produktion

### Drehbuch
Im ursprünglichen Drehbuchentwurf war eine Liebesgeschichte zwischen Lazarus und Charlene Masters vorgesehen, die aber aus nicht näher bekannten Gründen gestrichen wurde. Möglicherweise erschien sie einfach unpassend oder es wurde eine zu starke Ähnlichkeit zur Liebesgeschichte zwischen Marla McGivers und Khan Noonien Singh in Der schlafende Tiger befürchtet. Möglicherweise war es den Produzenten damals aber auch zu riskant, eine Romanze zwischen einem weißen Mann und einer afroamerikanischen Frau darzustellen.
Durch die Streichung der Liebesgeschichte wurde Füllmaterial benötigt, um auf 50 Minuten Laufzeit zu kommen. Dies wurde erreicht, indem Szenen mit Lazarus in die Länge gezogen und wiederholt wurden.

### Darsteller
Für die Rolle des Lazarus war eigentlich John Drew Barrymore verpflichtet worden, der aber nicht zum Dreh erschien. Das daraus resultierende Beschwerdeverfahren sorgte dafür, dass Barrymore anschließend für sechs Monate keine weiteren Rollen annehmen konnte. Als Ersatz konnte am zweiten Drehtag kurzfristig Robert Brown gewonnen werden, der unmittelbar nach Vertragsabschluss zum Dreh gefahren wurde.
Richard Derr, Darsteller von Commodore Barstow, spielte auch Admiral Fitzgerald in der Folge Fast unsterblich.
Lieutenant Leslie (Eddie Paskey) hatte, zumeist als Statist, Auftritte in 57 Folgen von Raumschiff Enterprise. Auf Messers Schneide ist eine der wenigen Folgen, in denen er eine Sprechrolle hat.

### Drehorte und Kulissen
Auf Messers Schneide und Im Namen des jungen Tiru sind die beiden einzigen Folgen von Raumschiff Enterprise, in denen für Szenen auf Planetenoberflächen sowohl Studio- als auch Außenaufnahmen gedreht wurden. Die Außenaufnahmen für Auf Messers Schneide erfolgten auf der markanten Felsformation Vasquez Rocks.
Für diese Folge wurde die Kulisse des medizinischen Labors der Enterprise zu einem Nebenraum des Maschinenraums umdekoriert.

### Maske und Kostüme
Die Dichte von Lazarus’ Bart ändert sich teils drastisch von Szene zu Szene.
Es ist unklar, warum Charlene Masters, die offenbar der Technikabteilung angehört, keine rote Uniform, sondern die blaue der Abteilungen Wissenschaft und Medizin trägt. Obwohl sie eindeutig als Lieutenant angesprochen wird, fehlen ihrer Uniform die entsprechenden Rangabzeichen.

## Adaptionen
James Blish schrieb eine Textfassung von Auf Messers Schneide, die auf Englisch erstmals 1974 in der Geschichtensammlung Star Trek 10 erschien. Die deutsche Übersetzung erschien 1976.
Jenny Parks verarbeitete Auf Messers Schneide als eine von mehreren Raumschiff-Enterprise-Episoden in ihrem 2017 erschienenen Buch Star Trek Cats, in dem die Hauptfiguren der Serie als Katzen dargestellt werden.

## Rezeption
Auf Messers Schneide gilt unter Fans und Kritikern gleichermaßen als eine der schlechtesten Raumschiff-Enterprise-Folgen.
2016 wurde Auf Messers Schneide in einer Umfrage unter Fans auf einer Star Trek Convention in Las Vegas zur neuntschlechtesten Star-Trek-Folge gewählt.
David Morgan führte Auf Messers Schneide 2016 auf cbsnews.com als eine der schlechtesten Folgen von Raumschiff Enterprise auf.
Don Kaye erstellte 2017 für die Website Den of Geek eine Liste von 15 Raumschiff-Enterprise-Folgen, die zwar allgemein als schlecht gelten, aber dennoch einen gewissen Charme besitzen. Auf Messers Schneide führte er hierbei auf Platz 6.
Michael Kmet führte Auf Messers Schneide 2019 auf whatsculture.com in einer Liste der 20 schlechtesten Star-Trek-Folgen auf Platz 15.
Christian Blauvelt listete Auf Messers Schneide 2022 auf hollywood.com in einem Ranking aller 79 Raumschiff-Enterprise-Folgen auf Platz 77.

## Parodien und Anspielungen
In Folge 1.04 (Magnifico Dad) von Lisa – Der helle Wahnsinn aus dem Jahr 1994 beschreibt Gary seinem Freund Wallace die Handlung von Auf Messers Schneide.
Die Handlung von Folge 4.05 (In einer fremden Welt) der Fantasyserie Hercules aus dem Jahr 1997 basiert auf der Raumschiff-Enterprise-Folge Ein Parallel-Universum, enthält aber auch Elemente von Auf Messers Schneide.
In Folge 2.03 (Kräftemessen) der Serie Suits von 2012 werden Witze über die Figuren Louis Litt (Rick Hoffman) und Sheila Sazs (Rachael Harris) gemacht. Dabei wird Sheila als Anti-Louis bezeichnet und spekuliert, dass das Universum enden würde, wenn beide sich berühren. Dies ist eine direkte Anspielung auf Lazarus und Anti-Lazarus aus Auf Messers Schneide.